# 요시나가 유리아
요시나가 유리아(일본어: 吉永ゆりあ よしなが ゆりあ[*], 1981년 1월 9일 ~ )는 일본의 여자 AV배우다. 키는 167cm 몸무게는 46kg이다. 쓰리 사이즈는 B100-W61-H91다. 브라 사이즈가 G컵이다. 게다가 2003년 23살때 AV배우로 활동을 하다가 2004년 24살때는 은퇴를 하게 된다.